# Le Ribay
Le Ribay ist eine französische Gemeinde mit 464 Einwohnern (Stand: 1. Januar 2022) im Département Mayenne in der Region Pays de la Loire. Die Gemeinde gehört zum Kanton Lassay-les-Châteaux im Arrondissement Mayenne. Die Einwohner werden Ribayéens genannt.

## Geographie
Le Ribay liegt etwa 53 Kilometer nordwestlich von Le Mans an der Aisne. Umgeben wird Le Ribay von den Nachbargemeinden Charchigné im Norden, Le Ham im Osten, Hardanges im Süden sowie Le Horps im Westen und Nordwesten.
Durch die Gemeinde führt die Route nationale 12.

## Bevölkerungsentwicklung
| Jahr      | 1962 | 1968 | 1975 | 1982 | 1990 | 1999 | 2006 | 2019 |
| Einwohner | 618  | 593  | 568  | 527  | 476  | 473  | 530  | 465  |

## Sehenswürdigkeiten
- Kirche Saint-Ouen aus dem 19. Jahrhundert
- Kapelle Notre-Dame de l’Ermitage aus dem 12. Jahrhundert

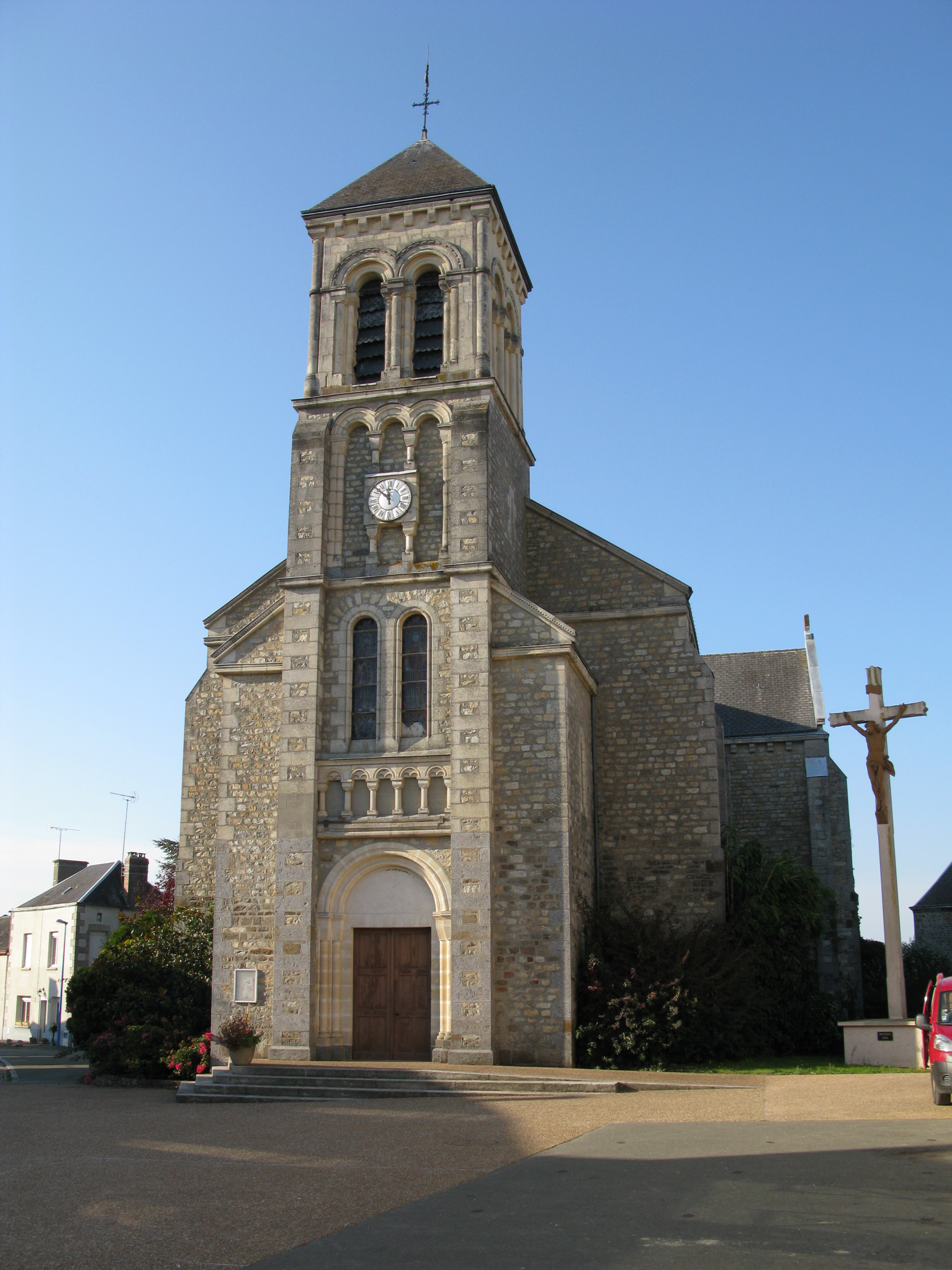
Kirche Saint-Ouen

- Ehemalige Turmhügelburg La Cour